# Wallenbuch

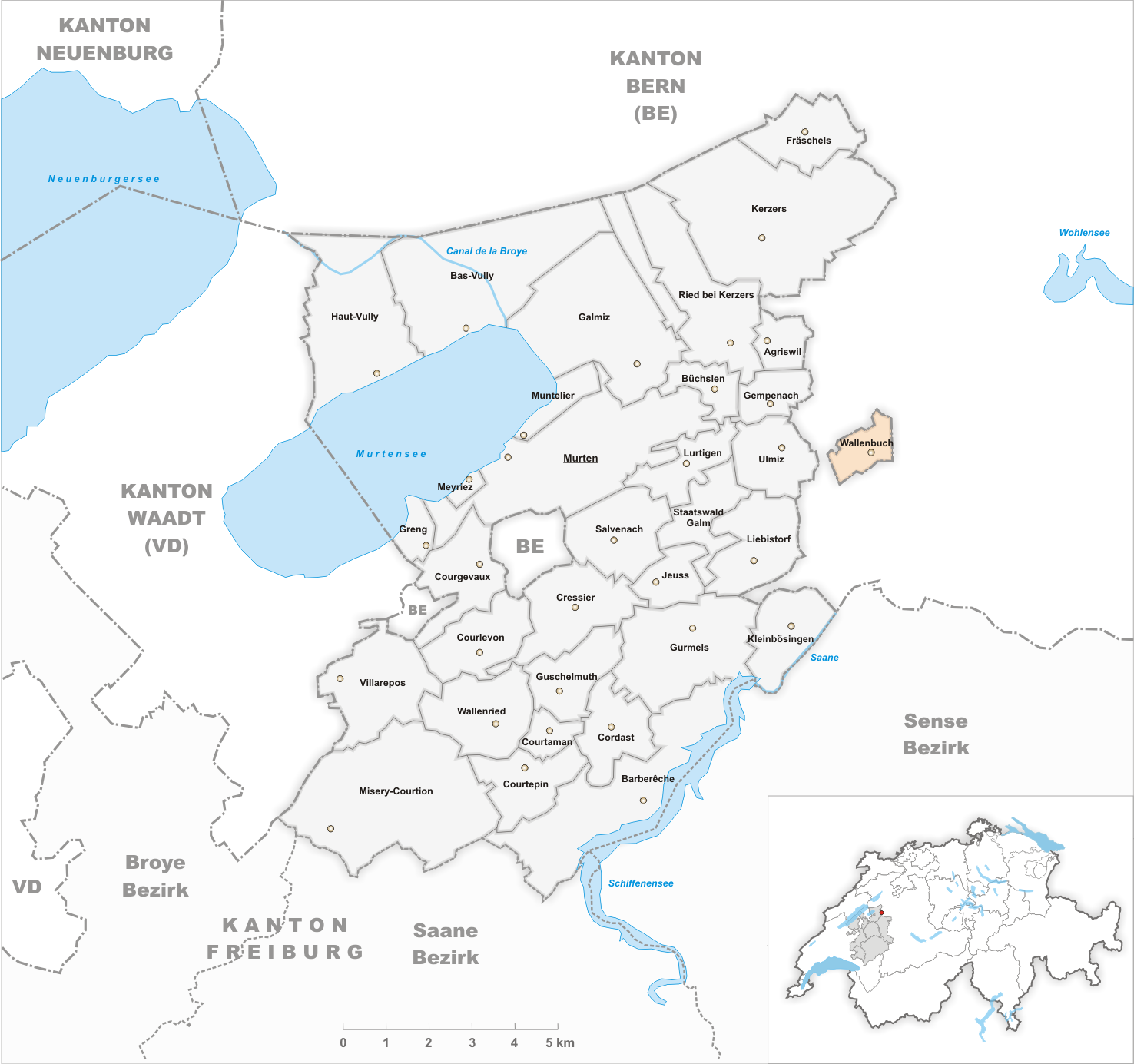
Gemeindestand vor der Fusion am 1. Januar 2003

Wallenbuch ist eine Ortschaft und früher selbständige politische Gemeinde im Seebezirk (französisch District du Lac) des Kantons Freiburg in der Schweiz. Am 1. Januar 2003 wurde Wallenbuch zusammen mit Guschelmuth und Liebistorf nach Gurmels eingemeindet.

## Geographie
Wallenbuch liegt auf 531 m ü. M., fünfeinhalb Kilometer nordöstlich von Gurmels und acht Kilometer östlich des Bezirkshauptortes Murten (Luftlinie). Das Dorf bildet eine freiburgische Exklave, die vom bernischen Verwaltungskreis Bern-Mittelland (ehemals Amtsbezirk Laupen) umgeben ist. Es erstreckt sich auf einem Hochplateau zwischen dem Mittellauf der Biberen im Westen und dem Saanetal im Osten, im nördlichen Freiburger Mittelland. Die ehemalige Gemeindefläche betrug 1,37 km². Das Gebiet umfasste das Plateau von Wallenbuch, reichte im Westen in den Faverwald, im Nordosten bis auf die Höhe des Wittenbergwaldes (553 m ü. M.) und im Osten über eine rund 40 m hohe bewaldete Steilstufe in die breite Talebene der Saane hinunter.

## Bevölkerung
Mit 132 Einwohnern (2002) zählte Wallenbuch vor der Fusion zu den kleinen Gemeinden des Kantons Freiburg. Zu Wallenbuch gehört ein Einzelhof.
Einwohnerzahlen: Volkszählungsdaten

## Wirtschaft
Wallenbuch war bis in die zweite Hälfte des 20. Jahrhunderts ein vorwiegend durch die Landwirtschaft geprägtes Dorf. Noch heute haben der Ackerbau, der Obstbau und die Viehzucht einen wichtigen Stellenwert in der Erwerbsstruktur der Bevölkerung. Weitere Arbeitsplätze sind im lokalen Kleingewerbe und im Dienstleistungssektor vorhanden, unter anderem in einem Betrieb des Baugewerbes und des Gartenbaus. In den letzten Jahrzehnten hat sich das Dorf auch zu einer Wohngemeinde entwickelt. Viele Erwerbstätige sind deshalb Wegpendler, die hauptsächlich in den Regionen Freiburg, Murten und Laupen arbeiten.

## Verkehr
Das Dorf liegt abseits der grösseren Durchgangsstrassen. Wallenbuch besitzt keine Anbindung an das Netz des öffentlichen Verkehrs.

## Geschichte
Die erste urkundliche Erwähnung des Ortes erfolgte 1306 unter dem Namen Buch; von 1340 ist die Bezeichnung Valabuch überliefert. Seit dem Mittelalter oblag die Dorfherrschaft verschiedenen Familien. Im Jahr 1512 kam Wallenbuch unter die Herrschaft von Freiburg und gehörte fortan zur Alten Landschaft (Spitalpanner). Zur Reformationszeit blieb das Dorf beim katholischen Glauben und wurde daher von der Pfarrei Ferenbalm abgetrennt und der Pfarrei Gurmels zugeteilt. Nach dem Zusammenbruch des Ancien Régime (1798) gehörte Wallenbuch während der Helvetik zunächst zum Distrikt Murten, ab 1803 zum Bezirk Freiburg und ab 1831 zum Deutschen Bezirk Freiburg, bevor es 1848 mit der neuen Kantonsverfassung in den Seebezirk eingegliedert wurde.
Im Rahmen der seit 2000 vom Kanton Freiburg geförderten Gemeindefusionen entschied sich die Dorfbevölkerung am 28. Juni 2002 mit einer Ja-Mehrheit von 69 % für eine Fusion mit Gurmels. Mit Wirkung auf den 1. Januar 2003 wurde Wallenbuch deshalb nach Gurmels eingemeindet.

## Sehenswürdigkeiten
Die Kapelle Sankt Barbara ist seit 1474 erwähnt, wurde aber 1599 neu erbaut und 1810 umfassend restauriert und vergrössert. Sie besitzt bemerkenswerte spätgotische Statuen von Petrus und Paulus (um 1510). Das Bauernhaus Remy stammt von 1822.